# Gare de Lompret (Belgique)
La gare de Lompret est une ancienne gare ferroviaire belge de la ligne 156, de Hastière à Anor située à Lompret, section de la commune de Chimay, en région wallonne dans la province de Hainaut.
Elle est mise en service en 1858 par la Compagnie de Chimay et ferme en 1964.

## Situation ferroviaire
La gare de Lompret était établie au point kilométrique (PK) 38,0 de la ligne 156, de Hermeton-sur-Meuse (Hastière) à Anor (France), via Mariembourg et Chimay entre la gare d'Aublain et le point d'arrêt de Virelles.

## Histoire
La Société anonyme du chemin de fer de Mariembourg à Chimay (Compagnie de Chimay) reçoit en 1856 la concession d'un chemin de fer reliant ces deux villes. La section de Mariembourg à Chimay est livrée à l'exploitation le 15 octobre 1858. Après l'expiration de la concession, la Société nationale des chemins de fer belges reprend l'exploitation de la ligne en 1948.
La ligne ferme aux voyageurs entre Mariembourg et Chimay le 14 septembre 1964. Des trains de marchandises continuent à circuler entre Mariembourg et Chimay. De 1987 à 1999, le Chemin de fer à vapeur des Trois Vallées crée une desserte touristique sur la ligne mais le mauvais état de la voie met fin à cette exploitation. Les rails sont retirés en 2011.

## Patrimoine ferroviaire
Le bâtiment des voyageurs, typique du style de la Compagnie de Chimay a été racheté et sert d'habitation. Identique à l'origine à celui de la gare de Boussu-en-Fagne, il s'agit d'une petite construction de deux niveaux assez bas comptant de trois travées sous un toit à deux versants. Les façades longitudinales possèdent une avancée au niveau de la travée médiane surmontée par un pignon percée d'un œil-de-bœuf dont l'arête de toiture dépasse celle de la toiture principale ; ce pignon n'existe plus à Boussu-en-Fagne. La ligne est aménagée en RAVeL depuis 1990.